# Oliver Schmidt (Fußballspieler)
Oliver Schmidt (* 14. September 1973 in Berlin) ist ein ehemaliger deutscher Fußballspieler. Er ist der Zwillingsbruder von Andreas Schmidt.
Der Abwehrspieler kam 1991 vom SC Siemensstadt zu den Amateuren von Hertha BSC, bei denen er sich innerhalb eines Jahres in die Erste Mannschaft spielte. Er gehörte der Amateurmannschaft von Hertha BSC an, die im DFB-Pokal 1993 bis ins Finale gegen Bayer 04 Leverkusen kam und dort mit 0:1 verlor.

## Größte Erfolge
- 1993 – DFB-Pokalfinale mit Hertha BSC (A) gegen Bayer Leverkusen
- 1997 – Bundesliga-Aufstieg mit Hertha BSC
- 2000 – Hallenmaster-Sieger mit Greuther Fürth
- 2003 – Aufstieg in die 2. Liga mit dem SSV Jahn Regensburg
- 2006 – Aufstieg in die 2. Liga mit dem FC Augsburg